# Matching Mole
Matching Mole foi uma banda inglesa da cena Canterbury. Robert Wyatt formou a banda em 1971 depois de sair do Soft Machine e gravar seu primeiro disco solo, The End of an Ear. Ele continuou no papel de vocalista e baterista, e contou com o ex-Caravan Dave Sinclair nos teclados, Phil Miller na guitarra e Bill MacCormick, do Quiet Sun no baixo. O nome da banda é um trocadilho com Machine Molle, a tradução em francês do nome da banda anterior de Wyatt, Soft Machine.
O primeiro álbum, auto-intitulado, foi lançado em 1972 e trazia uma mistura de jams e composições solo de Wyatt, entre elas, O Caroline, a música mais conhecida da banda. Little Red Record, o segundo disco, foi lançado no mesmo ano e contou com a produção de Robert Fripp. Sinclair foi substituído pelo tecladista e compositor neo-zelândes Dave MacRae, que havia tocado como convidado no primeiro disco. Este segundo trabalho contou com uma participação maior de toda a banda - enquanto o anterior era praticamente um álbum solo de Wyatt.
O Matching Mole encerrou suas atividades no final do mesmo ano, com Sinclair e Miller fundando o mais bem-sucedido Hatfield and the North. Chegou-se a cogitar um retorno da banda, com uma nova formação, para lançar um terceiro disco em 1973, mas a ideia foi cancelada devido ao acidente que deixou Wyatt paraplegico, que o impossibilitou de tocar bateria.
Posteriormente, foram lançados três gravações de apresentações ao vivo: BBC Radio 1 Live in Concert, em 1995, Smoke Signals, em 2001 e March, em 2002.

## Discografia
- Matching Mole (1972 - CBS 64850)
- Little Red Record (1972 - CBS 65260)
- BBC Radio 1 Live in Concert (1995 - BBC Windsong)
- Smoke Signals (2001 - Cuneiform)
- March (2002 - Cuneiform)